# Xertigny
Xertigny – miejscowość i gmina we Francji, w regionie Grand Est, w departamencie Wogezy.
Według danych na rok 1990 gminę zamieszkiwało 2971 osób, a gęstość zaludnienia wynosiła 59 osób/km² (wśród 2335 gmin Lotaryngii Xertigny plasuje się na 147. miejscu pod względem liczby ludności, natomiast pod względem powierzchni na miejscu 9.).